# Associação Alemã de Futebol da RDA
A Associação Alemã de Futebol da República Democrática da Alemanha (em alemão: Deutscher Fußball Verband der DDR, DFV) controlava o futebol da antiga Alemanha Oriental. Com a reunificação da Alemanha em 1990, o órgão fundiu-se à Federação Alemã de Futebol.